# Sân bay Lukulu
Sân bay Lukulu (IATA: LXU, ICAO: FLLK) là một sân bay ở Lukulu, Zambia.